# Harry Kupfer

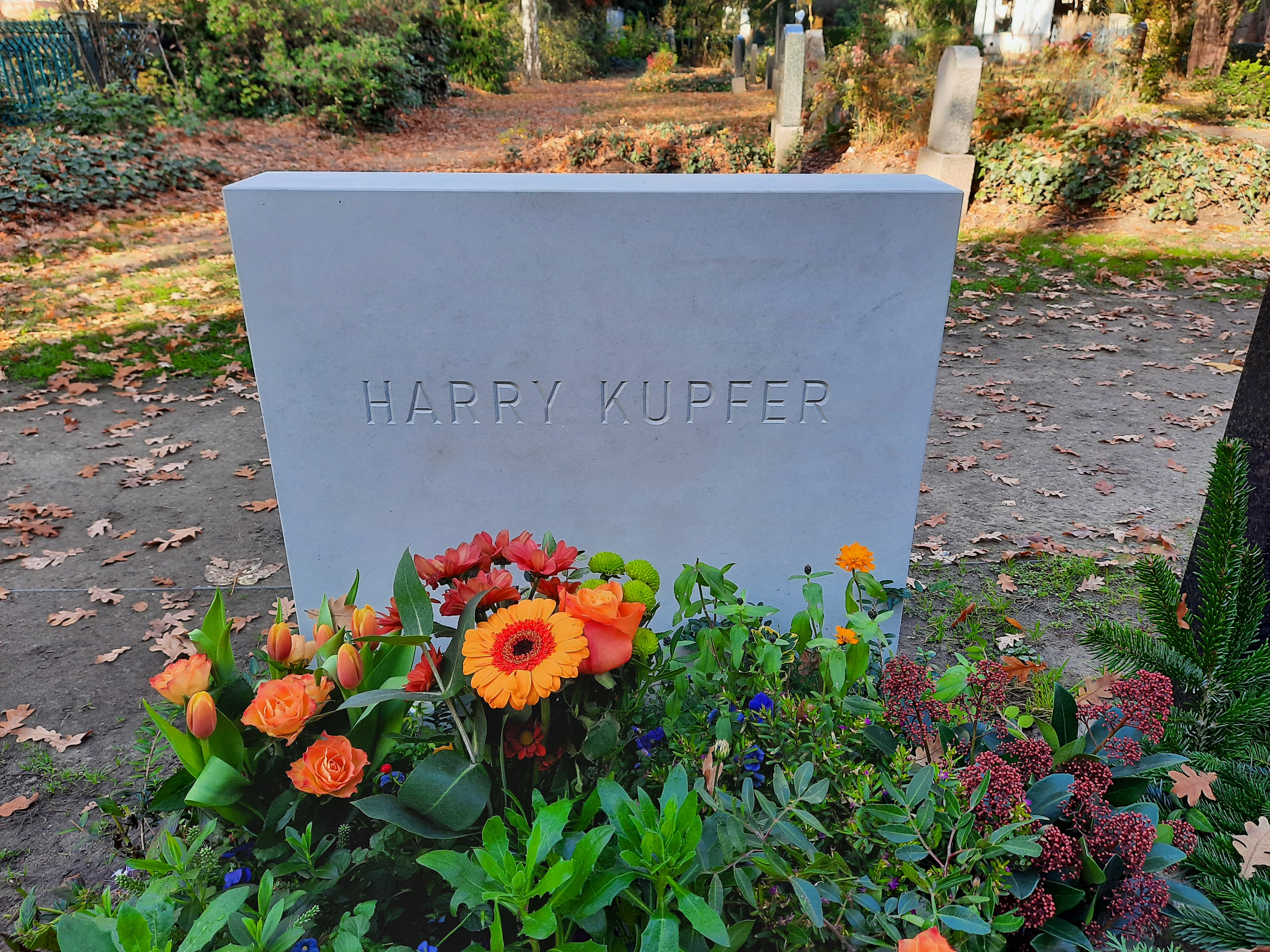
Tumba del director de ópera alemán Harry Kupfer en Dorotheenstädtischer Friedhof en Berlin-Mitte

Harry Kupfer (Berlín, 12 de agosto de 1935-Ibidem, 30 de diciembre de 2019) fue un director de teatro y de ópera alemán.

## Carrera artística
Comenzó su carrera en la Alemania del Este en 1950 trabajando en Leipzig, Stralsund, Karl-Marx-Stadt, Dresde, Weimar y en la Ópera Cómica de Berlín junto a Walter Felsenstein hasta 1981.
En el Festival de Bayreuth dirigió una polémica producción de El holandés errante en 1978 y en 1988 El anillo del nibelungo dirigido por Daniel Barenboim. Otra versión de la tetralogía montó en el Gran Teatro del Liceo en Barcelona en 2004.
Escribió el libreto junto a Krzysztof Penderecki de La máscara negra que dirigió en la Ópera de Santa Fe y en el Festival de Salzburgo.
Otras producciones importantes fueron El caballero de la rosa y Elektra de Richard Strauss con Claudio Abbado en la Wiener Staatsoper.
Fue miembro de la Academia Alemana y profesor en la Berliner Musikhochschule.
Casado con la soprano Marianne Fischer-Kupfer, su hija es la actriz Kristiane Kupfer.

## Premios
- 1985 Deutscher Kritikerpreis
- 1993 Frankfurter Musikpreis
- 1994 Verdienstorden des Landes Berlin
- 2005 Silbernes Blatt der Dramatiker Union